# Néstor Colmenares
Néstor Colmenares, (Caracas, 5 de setembro de 1987) é um basquetebolista venezuelano que atualmente joga pelo Guaros de Lara disputando a Liga Profesional de Baloncesto de Venezuela. O atleta possui 2,03m e atua na posição ala. Defendendo a Seleção Venezuelana, participou da inédita conquista da Copa América de 2015 na Cidade do México que credenciou a Venezuela ao Torneio Olímpico nos Jogos Olímpicos de Verão de 2016.